# Storie di sant'Orsola

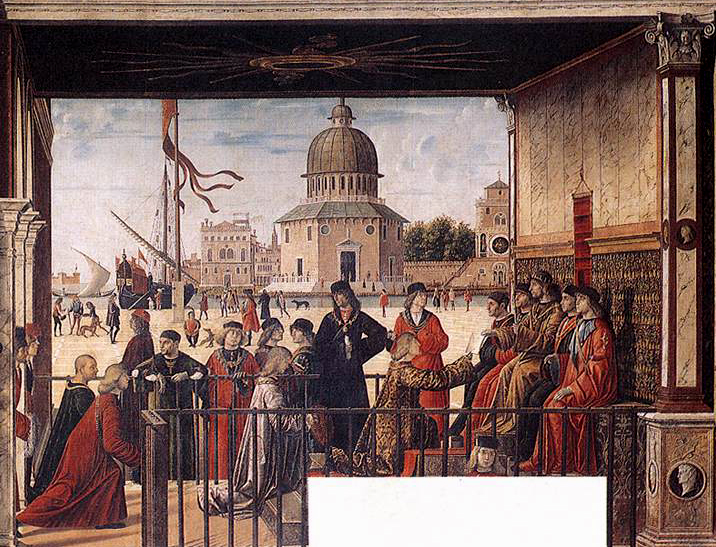
Arrivo degli ambasciatori inglesi (parte centrale)

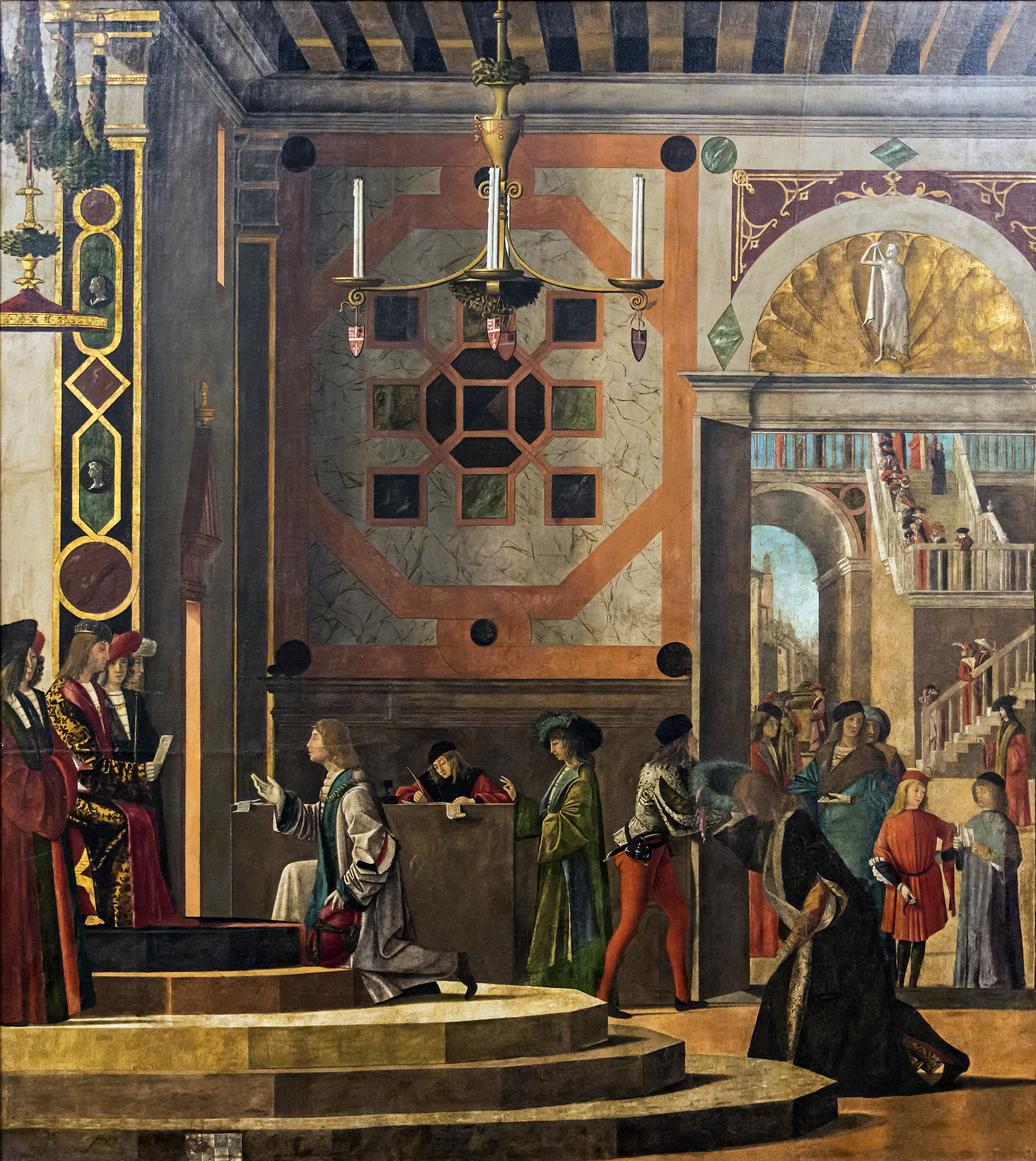
Commiato degli ambasciatori

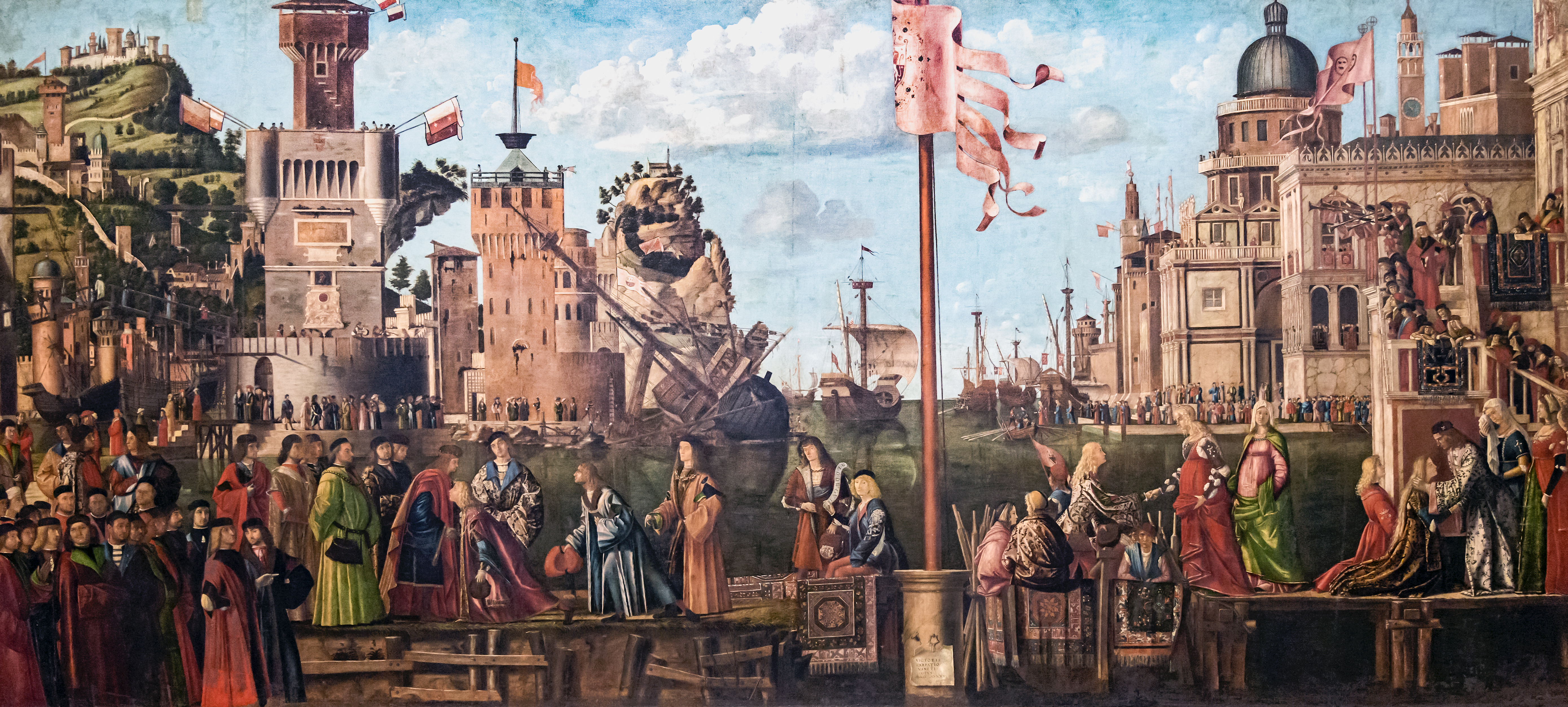
Incontro dei fidanzati e partenza dei pellegrini

Le Storie di sant'Orsola sono un ciclo di nove teleri eseguiti da Vittore Carpaccio tra il 1490 e il 1495 per la Scuola di Sant'Orsola a Venezia. Dal 1812, in seguito alle soppressioni napoleoniche, si trovano presso le Gallerie dell'Accademia di Venezia.
Nel XXI secolo i teleri sono stati sottoposti a un lungo restauro, iniziato nel 2010 e completato dopo 9 anni.

## Storia
Il 26 novembre 1488 la confraternita di Sant'Orsola, fondata a Venezia il 15 luglio 1300, decise di decorare la propria sede, un piccolo edificio accanto all'abside meridionale della chiesa domenicana dei Santi Giovanni e Paolo, con una serie di teleri dedicata all''"istoria di madonna Santa Orsola", protettrice e titolare della compagnia. L'incarico venne affidato a Carpaccio, all'epoca ancora giovane (aveva attorno ai venticinque/trent'anni) ma già esecutore di alcune importanti commissioni, tra cui un polittico per la cattedrale di Zara. I trascorsi anteriori dell'artista non sono però esattamente definiti, perché la sua prima opera sicuramente datata fa proprio parte del ciclo di Sant'Orsola, l'Arrivo dei pellegrini a Colonia, del 1490. Carpaccio aveva a sua disposizione alcuni modelli, come gli affreschi di Tommaso da Modena nella cappella di Sant'Orsola nella chiesa di Santa Margherita degli Eremitani a Treviso, da lui sicuramente conosciuti e studiati, ma che seguì solo in parte. 
Nel realizzare i teleri, il pittore non poté seguire l'ordine normale del racconto, ma, a giudicare dalle date su alcuni dei dipinti e dai confronti stilistici negli altri, lavorò a ciascuna storia man mano che una parete dell'edificio si rendeva disponibile rimuovendo i due antichi altari e i monumenti funebri (arche) dei confratelli defunti, tra cui anche quella dei Loredan.
L'impresa pittorica fu relativamente veloce. Nel 1493 Marin Sanudo il giovane, nel De origine situ et magistratibus urbis Venetiae, fece intendere che la decorazione di Sant'Orsola fosse vicina al completamento, e già nel 1495, con l'Incontro dei fidanzati e partenza dei pellegrini, Carpaccio firmava l'ultimo cartiglio leggibile, eseguendo probabilmente in un momento immediatamente successivo le tre tele incentrate sugli Ambasciatori.

## I teleri

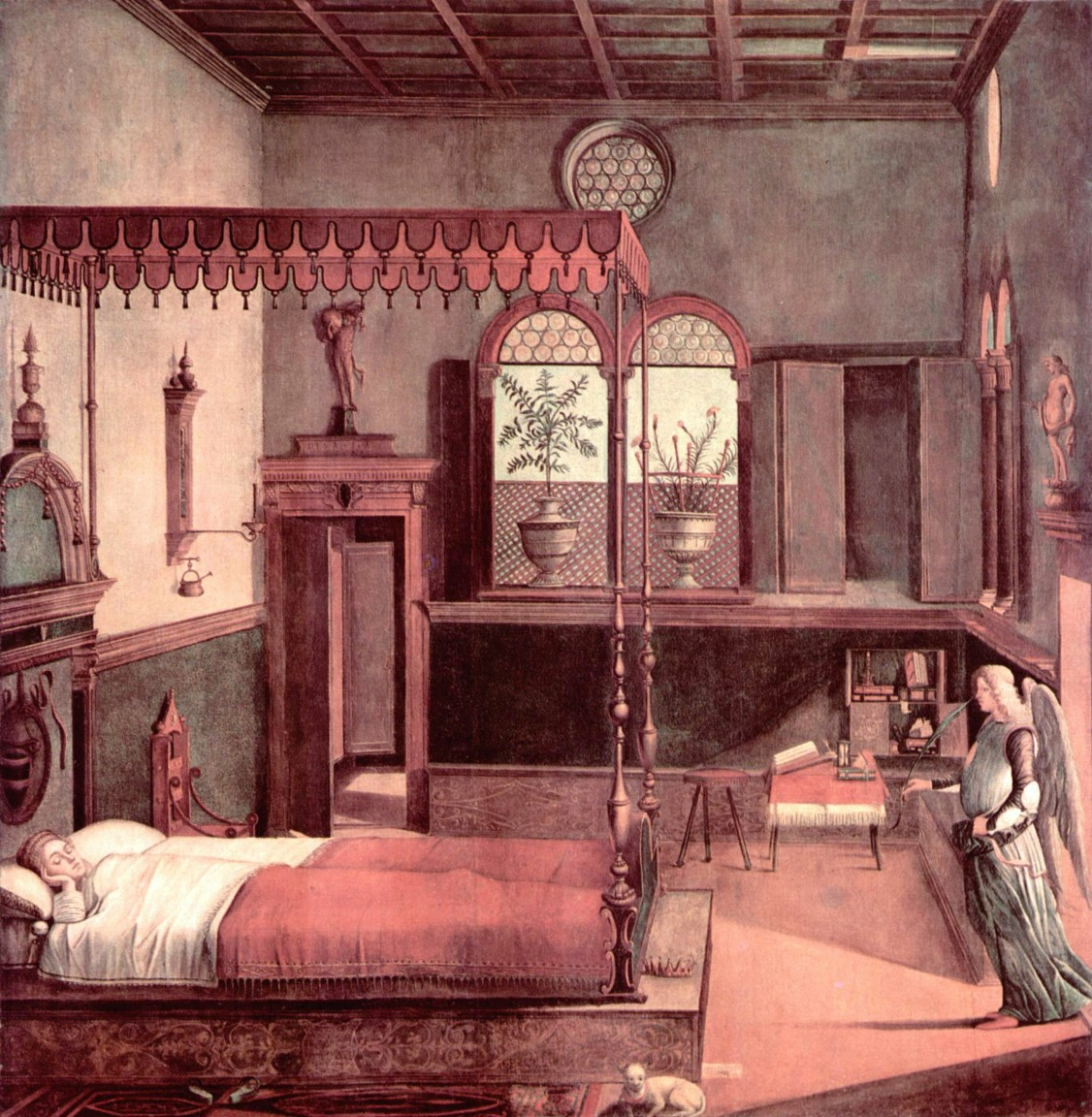
Sogno di sant'Orsola

### Descrizione
Le fonti letterarie a cui Carpaccio attinse sono sia la Legenda aurea di Jacopo da Varazze,  data alle stampe proprio a Venezia nel 1475 dal francese Nicolas Jenson, sia soprattutto una tarda Passio della santa, un testo secondo il quale la cristiana Orsola, figlia del re di Bretagna, accettò di sposare il giovane principe inglese Ereo, pagano, a patto che questi si convertisse e andasse con lei in pellegrinaggio per l'Europa. I due vennero uniti in matrimonio a Roma da papa Ciriaco, che li seguì insieme ad alcuni prelati nel viaggio di ritorno, durante il quale sbarcarono a Colonia occupata dagli Unni di Attila. Questi si invaghì di Orsola e cercò di farla sua. Al rifiuto della donna si scatenò la furia degli Unni che la martirizzarono assieme a Ereo, al papa e alle 11.000 vergini compagne. 
Gli episodi descritti dall'artista sono: l'arrivo degli ambasciatori del principe pagano d'Inghilterra alla corte del re cristiano di Bretagna per chiedere la mano di sua figlia Orsola; le condizioni dettate da Orsola per accettare il matrimonio; il ritorno degli ambasciatori in Inghilterra; gli addii alle famiglie e la partenza per il pellegrinaggio voluto da Orsola; l'incontro con papa Ciriaco a Roma e il matrimonio; il sogno in cui la santa riceve l'annuncio del prossimo martirio; il ritorno a Colonia occupata dagli Unni; la strage dei pellegrini e i funerali di Orsola; l'apoteosi della santa, che sovrasta la moltitudine dei martiri. Vengono dunque scelti i momenti più dinamici delle due opere agiografiche, che Carpaccio riproduce in scene brulicanti di personaggi con la sola eccezione del sesto telero, quello con l'angelo che appare in sogno alla principessa. In dettaglio:
- Arrivo degli ambasciatori inglesi alla corte del re di Bretagna, 1495 circa, olio su tela, 275×589 cm
- Commiato degli ambasciatori, 1495 circa, olio su tela, 280x253 cm
- Ritorno degli ambasciatori alla corte inglese, 1495 circa, olio su tela, 297x527 cm
- Incontro dei fidanzati e partenza dei pellegrini, 1495, tempera su tela, 280x611 cm
- Incontro dei pellegrini con papa Ciriaco, 1491-1493, tempera su tela, 281x307 cm
- Sogno di sant'Orsola, 1495, tempera su tela, 274x267 cm
- Arrivo dei pellegrini a Colonia, 1490, tempera su tela, 280x255 cm
- Martirio dei pellegrini e funerali di sant'Orsola, 1493, tempera su tela, 271x561 cm
- Apoteosi di Sant'Orsola e delle sue compagne, 1491, tempera su tela, 481x336 cm

I due testi, che riprendono fatti realmente accaduti, contengono alcuni elementi narrativi chiaramente inverosimili: innanzitutto non è mai esistito un papa di nome Ciriaco, benché sia possibile che si trattasse di Siricio, che però non morì martire; il marito di Orsola, identificabile con Conan Meriadoc - sovrano britannico che si convertì al cristianesimo per amore - dopo la celebrazione del loro matrimonio e la nascita di un figlio (il bambino è assente in tutti i testi agiografici, in quanto la santa vi muore vergine) ritornò con quest'ultimo in patria, senza dunque andare incontro a fine violenta ; il numero esatto delle vergini compagne di Orsola non si conosce ma di sicuro esse erano molto ben meno di undicimila (l'equivoco ebbe probabilmente origine da un errore di trascrizione dove era indicato il "martirio di Orsola e delle sue compagne ad undecim milia", ovvero in un luogo a undici miglia dalla città di Colonia); in quanto al re unno, è impossibile che fosse Attila, dato che costui nacque nel 395, lo stesso anno della morte di Conan, ma più plausibilmente si trattava invece di Melga, che insieme al re dei Pitti avrebbe tentato di piegare alle loro voglie le compagne di Orsola, le quali furono poi uccise per essersi rifiutate. Inoltre il massacro delle vergini a quanto pare non avvenne solo a Colonia: alcune donne sarebbero state precedentemente assassinate durante i loro spostamenti da un regno all'altro, nel periodo in cui Conan si adoperava per popolare il suo territorio in accordo col padre di Orsola, il quale gli aveva inviato in tutto 72.000 vergini.
Nella fitta simbologia dei teleri furono inclusi temi legati alla storia specifica della committenza: tra il 1470 e il 1480 la Serenissima era impegnata nel contrastare i Turchi di Maometto II, con esiti sempre drammatici, per le stragi compiute contro il nemico vinto. I resoconti degli avvenimenti rimbalzavano dagli atti ufficiali alle testimonianze dirette, dai cantari agli opuscoli passati di mano in mano. Quelli che suscitavano più scalpore riguardavano donne - madri di famiglia, giovani vergini o monache - strappate dalla sicurezza delle loro abitazioni e rese oggetto di violenze da parte degli invasori: una delle cronache note al tempo era quella scritta da Nicolò Barbaro, medico di galea. Tra i comandanti generali da mar veneziani vi erano anche membri della famiglia Loredan, i principali finanziatori del ciclo, distintisi per le imprese compiute contro gli "infedeli": Pietro Loredan fu il primo veneziano a sconfiggere i Turchi (a Gallipoli) e conquistò gran parte della Dalmazia; il figlio di Pietro, Jacopo, fu capitano generale da mar e i due suoi fratelli combatterono pure essi contro i Turchi; Antonio, figlio di Jacopo, difese strenuamente Scutari; Alvise, nipote di Pietro, combatté in Morea; Nicolò, figlio di Alvise, fu capitano di galea. I Loredan inoltre avevano un forte legame con la Scuola di Sant'Orsola, su cui esercitava un patronato: all'interno dell'edificio o nel cimitero pertinente alla Scuola erano sepolti diversi membri della famiglia.
I protagonisti, privi di forti significati sentimentali anche nelle scene più drammatiche, appaiono sospesi in un ritmo che è lento e magico, come sul palcoscenico di un immaginario teatro. Luce e colore legano gli elementi più disparati, dal più lontano al più vicino in primo piano, permettendo al pittore di soffermarsi sui dettagli delle architetture, dei costumi, del cerimoniale ufficiale, ma anche della vita quotidiana, spesso ritratta con grande freschezza. Numerosi sono i ritratti di personaggi reali, soprattutto confratelli e membri della famiglia Loredan. La materia pittorica è preziosissima ma anche concreta, con note inequivocabilmente locali, negli scorci che ricordano Venezia e l'entroterra collinare veneto.

### Ricostruzione
La lettura procedeva da sinistra a destra.
Parete lato sinistro (ingresso)
Parete di fondo
Parete destra
Absidiola
Secondo lo studioso e critico teatrale Ludovico Zorzi, la lettura dovrebbe essere quella convenzionale con l'inversione però della disposizione del primo telero (Arrivo degli ambasciatori inglesi alla corte del re di Bretagna) con il secondo (Commiato degli ambasciatori). Attraverso uno studio interamente incentrato sul Commiato, infatti, si può ritenere che il personaggio sul trono in realtà sia Ereo che sta dando l'ordine agli ambasciatori di raggiungere la reggia del padre di Orsola; mentre nell'Arrivo degli ambasciatori sarebbe possibile vedere, in una lettura invertita, il re cristiano padre di Orsola, il quale, avendo già ricevuto la richiesta del pretendente pagano, sta ascoltando le condizioni della figlia per accettare le nozze prima di dare agli inglesi il foglio con la risposta da portare al loro principe, come si vede nell'immagine centrale. Un'altra spia che propone questa possibile lettura è data dalla parte superiore del Commiato: sul lampadario si vedono infatti alcune coroncine, storico simbolo del paganesimo.
Considerando invece l'ordine di esecuzione, se si confrontano le prime opere con le ultime sorprende la maturazione artistica di Carpaccio, che superò velocemente ogni impaccio giovanile per approdare, con sicuro istinto figurativo, a traguardi poetici che potevano competere col caposcuola veneziano dell'epoca, Giovanni Bellini. Nei due teleri più datati - Arrivo dei pellegrini a Colonia e  Apoteosi di Sant'Orsola e delle sue compagne - sono infatti presenti incertezze nella composizione prospettica e nell'orchestrazione della scena, dove manca un centro narrativo focale. Viceversa, nelle opere successive, le composizioni sono ordite con sicurezza in ampie panoramiche, scorci profondi e squadri in prospettiva.

## Curiosità
- In Assassin's Creed II, un videogioco Open world ambientato nell'Italia rinascimentale, camminando per le strade di Venezia con il personaggio di Ezio Auditore è possibile sentire alcuni annunciatori gridare alla folla la ricerca, da parte della Scuola di Sant'Orsola, di un pittore per dipingere il ciclo della Santa, in quanto Carpaccio sembra non essere disponibile in quel momento.